# Rhaphidorrhynchium tenuirostre
Rhaphidorrhynchium tenuirostre là một loài Rêu trong họ Sematophyllaceae. Loài này được (Hook.) Broth. miêu tả khoa học đầu tiên năm 1925.